# Marquesado de Laconi

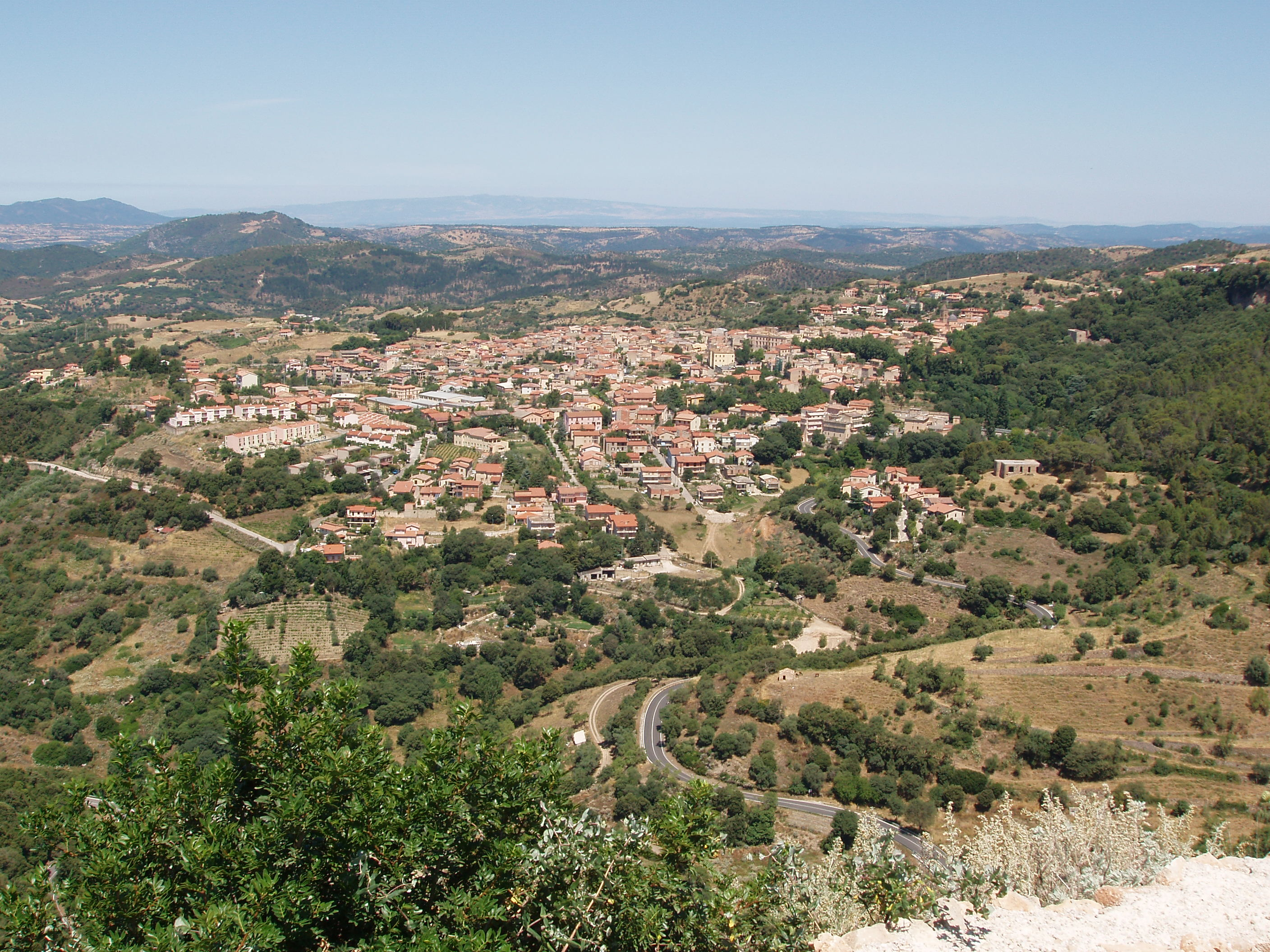
Vista de Laconi, en (Oristano).

El Marquesado de Laconi es un título nobiliario español, creado en Cerdeña por el rey Felipe III, por elevación del condado del mismo nombre, que databa de 1559, a favor de Jaime de Castellví y Castellví, "V conde di Laconi", "V vizconde di San Luri", (ambos en Cerdeña).
El título de "Conde di Laconi", quedó extinguido al crearse el marquesado, al que además se le concedió la G.E. el 10 de marzo de 1705, al VI marqués, Juan Francisco de Castellví y Dexart.
Fue rehabilitado en 1920 por el rey Alfonso XIII, en la persona de Enrique Carlos de Castellví y Ortega de Medina e Ibarrola, XVI conde de la Villanueva y XXIII barón de Torres-Torres, como VIII marqués de Laconi.
Su denominación hace referencia a la localidad de Laconi, en la provincia de Oristano, en Cerdeña (Italia).

## Marqueses de Laconi
|                                 | Titular                                                | Periodo                 |
| Creación por Felipe III         | Creación por Felipe III                                | Creación por Felipe III |
| ------------------------------- | ------------------------------------------------------ | ----------------------- |
| I                               | Jaime de Castellví y Castellví                         | 1605-                   |
| II                              | Francisco de Castellví y Aymerich                      |                         |
| III                             | Luxorio de Castellví y Lanza                           | .-1631                  |
| IV                              | Juan de Castellví y Lanza                              | 1631-1668               |
| V                               | Agustín de Castellví y Lanza                           | 1668-1668               |
| VI                              | Juan Francisco de Castellví y Dexart                   | 1668-1723               |
| VII                             | Juan Francisco de Castellví y Zatrillas                | 1723-                   |
| VIII                            | Giuseppe Aymerich y Castelvì                           | 1733-                   |
| Rehabilitación por Alfonso XIII |                                                        |                         |
| VIII                            | Enrique Carlos de Castellví y Ortega Medina e Ibarrola | 1920-1936               |
| IX                              | Luis de Castellví y Trénor                             | 1955-1994               |
| X                               | María del Pilar de Castellví y Busquets                | 1995-actual titular     |

## Historia de los marqueses de Laconi
- Jaime de Castellví y Castellví, I marqués de Laconi.

1. Casó con Anna Aymerich. Le sucedió su hijo:

- Francisco de Castellví y Aymerich, II marqués de Laconi.

1. Casó con Catalina de Alagón.
2. Casó con Francesca Lanza. Le sucedió, de su segundo matrimonio, su hijo:

- Luxorio de Castellví y Lanza (1615-1631), III marqués de Laconi.

1. Casó con Faustina de Castellví, hija de Pablo de Castellví, I marqués de Cea. Sin descendientes de ninguno de estos dos matrimonios. Le sucedió su hermano:

- Juan de Castellví y Lanza (1616-1668), IV marqués de Laconi.

1. Casó con Isabel de Alagón.
2. Casó con Francisca María de Borja y Borgia. Sin descendientes de ninguno de estos dos matrimonios, por lo que le sucedió su hermano:

- Agustín de Castellví y Lanza (.-1668), V marqués de Laconi.

1. Casó con Juana María Dexart
2. Casó con Francisca de Zatrillas, marquesa de Sietefuentes, en Italia. Le sucedió, de su primer matrimonio, su hijo:

- Juan Francisco de Castellví y Dexart (.-1723), VI marqués de Laconi.

1. Casó con Catalina Inés Chacón. Sin descendientes. Le sucedió su hermano de padre:

- Juan Francisco de Castellví y Zatrillas, VII marqués de Laconi.

- Giuseppe Aymerich y Castelvì, VIII marqués de Làconi, desde 1733, hijo de Caterina Castelvì, esposa de Gabriele Aymerich.

- doña Cristina Aymerich Castelvì, marquesa de Castelvì hija del marqués de Làconi, en 1832 el 24 de marzo, casó don Carlo Felix de Candia; por derecho sardo-saboyardo de descendencia en 1841, el marquesado pasó por herencia a la familia De Candia-Castelvì mediante su hijo Don Stefano De Candia-Castelvì de los marqueses de Làconi.[1]

En 1920, el título se rehabilitó a la corona española, en la persona de Alfonso XIII de España quien ha otorgado el título de marqués de Làconi a favor de:
- Enrique Carlos de Castellví y Ortega de Medina e Ibarrola (01/07/1872-17/12/1936), marqués de Laconi, XVI conde de la Villanueva, XXIII barón de Torres-Torres, gentilhombre grande de España con ejercicio y servidumbre del Rey Alfonso XIII.

1. Casó con Casilda Rita Trémor y de Palavicino (15/09/1876-10/12/1963). Le sucedió su hijo:

- Luis de Castellví y Trénor (16/08/1918-02/11/1994), IX marqués de Laconi, XVII conde de la Villanueva, XXV barón de Torres-Torres

1. Casó el 11/02/1956, con María del Pilar Busquets y Carbonell (22/03/1926-11/11/2013). Le sucedió su hija:

- María del Pilar de Castellví y Busquets (04/07/1958), X marquesa de Laconi.

## Nota
Cuando se rehabilitó, en España, el título en 1920, a favor de Enrique Carlos de Castellví y Ortega de Medina e Ibarrola, se le concedió como VIII titular, reconociendo como título español a los VII primeros marqueses de Laconi.
Sin embargo, en Italia al VI marqués le sucedieron por vía femenina, sin reconocimiento en España, los siguientes titulares:
- María Caterina de Castellví (1694-1772),VII marchesse de Laconi, XI vizcondesa di San Luri, baronessa di Ploage.

1. Casó con Gabriele Antonio Aymerich y Zatrillas, IV conte di Villamar, IV marchesse di Sietefuentes.
2. Casó con Dalmao Sanjust, conte di San Lorenzo. Le sucedió su nieto:

- Ignazio Francesco Aynerich y Braciforte (1735-1820), VIII marchesse di Laconi, VI conte di Villamar, XIII visconte  di San Luri.

1. Casó con Magdalena Zatrillas di Villaclara. Le sucedió su hijo:

- Ignazio Aymerich y Zatrillas (1766-1827), IX marchesse di Laconi, VII conte di Villamar, XIV visconte di San Luri.

1. Casó con Giovanna Ripoll y Nin. Le sucedió su hijo:

- Ignazio Aymerich y Ripoll (1808-1881), X marchesse di Laconi, VIII conte di Villamar, XV visconte di San Luri.

1. Casó con María Teresa Pes y Vivaldi. Le sucedió su hijo:

- Ignazio Efisio Aymerich y Pes (1834-1895), XI marchesse di Laconi, IX conte di Villamar, XVI visconte di San Luri. Soltero. Le sucedió su hermano:

- Giuseppe Carlo Aymerich y Pes (1836-1912), XII marchesse di Laconi, X conte di Villamar, XVII visconte di San Luri.

1. Casó con Mariana Sanjust. Con descendencia actual.

Todos estos titulares proceden del mismo tronco Castellví, que los marqueses españoles de Laconi, pero por vía femenina, por lo que podrían en un futuro, poco probable, acceder al título español de marqueses de Laconi. 